# Visual tree assessment
Visual tree assessment, kortweg VTA, is een door de Duitse hoogleraar Claus Mattheck (1947) ontwikkelde methode om bomen te onderzoeken op eventuele gebreken die kunnen leiden tot breuk. Strikt gezien is de in Nederland gebruikte boomveiligheidscontrole  (afgekort als BVC) niet hetzelfde als VTA aangezien bij de BVC ook elementen uit andere methoden gebruikt worden.

## Beschrijving
Volgens deze methode kunnen (interne) gebreken ontdekt worden aan de hand van een visuele controle van de boom. Hierbij inventariseert en analyseert men dus uiterlijke signalen van potentiële (mechanische) zwakte. Bij nader aanvullend onderzoek dat buiten de VTA-inspectie valt, kan de interne degradatie van de boom nadien nog worden gemeten met de tomograaf en de penetrometer. Zo kan men zien of de kritische drempel voor aanvaardbaar risico niet overschreden wordt.
Een visual tree assessment bestaat uit drie fasen:
- Een specialist voert een grondig visueel onderzoek uit en inventariseert de uitwendige kenmerken van interne mechanische defecten en symptomen van biotische of abiotische problemen. Hierbij wordt onder andere gelet op de aanwezigheid van vruchtlichamen, op het groeigedrag, op vlekken of breuken van de bast of de stam, op vlekken op de bladeren, oude of nieuwe wonden, enz. Als er geen uitwendige tekens zijn van potentiële problemen, beperkt het onderzoek zich tot deze fase.
- Als er zichtbaar vermoedens zijn van een defect op basis van de geobserveerde symptomen, moet de aan- of afwezigheid hiervan bevestigd worden door middel van een diepgaand onderzoek. (Nader onderzoek.)
- Indien er een belangrijk defect geconstateerd is, wordt het gelokaliseerd, gekwantificeerd en in kaart gebracht.

In het geval van een interne onregelmatigheid, zoals een holte, kunnen gespecialiseerde instrumenten worden gebruikt om deze op te meten.
In Nederland zijn ca 2.000 gecertificeerde boomveiligheidscontroleurs. Zij zijn opgeleid en hebben examen gedaan. Na een examen krijgen ze een BVC-pas uitgereikt door Stichting Groenkeur die een landelijk register bijhoudt. De behaalde kwalificatie is vijf jaar geldig.

## Controlefrequentie
Voor de regelmaat waarmee bomen moeten worden gecontroleerd, is geen vaste norm te geven. De frequentie wordt in de praktijk bepaald door de mate van gevaar. Het gevaar hangt onder meer af van de locatie, de leeftijd en de omvang van de boom en de toestand waarin de boom verkeert.